# Henryk Górski (lekarz)
Henryk Górski (ur. 3 września 1930 w Grudziądzu, zm. 14 lipca 2016 w Łodzi) – polski twórca ekslibrisów, lekarz i pułkownik Ludowego Wojska Polskiego.

## Życiorys
Po ukończeniu liceum w Grudziądzu (1950), studiował w Wojskowej Akademii Medycznej w Łodzi (wraz z Akademią Medyczną w Łodzi weszła w skład obecnego Uniwersytetu Medycznego w Łodzi). Dyplom lekarza i szlify oficerskie uzyskał w 1955. Przez wiele lat był lekarzem w garnizonach pozałódzkich. Ważnym etapem życia całej rodziny była praca w Kwidzynie w latach 1958-1966 jaki starszy lekarz pułku, tam dosłużył się stopnia majora. Tam też powstały zręby domowej biblioteki, a do książek wklejone zostały pierwsze ekslibrisy). Ostatnie lata kariery zawodowej spędził w Łodzi, kierując m.in. Służbą zdrowia Wojskowej Akademii Medycznej i Ośrodkiem Naukowej Informacji Biblioteki Głównej Wojskowej Akademii Medycznej w Łodzi. Ostatnio mieszkał w Łodzi. Na emeryturę odszedł w roku 1990 w randze pułkownika.
Już w czasie studiów zdarzało się, że w jego notatkach bywały rysunki, także interesował się książkami, był bibliofilem. Od pewnego okresu życia gromadził ekslibrisy, miał nawet wykonane dla siebie ekslibrisy m.in. przez łódzkiego grafika Zbigniewa Janeczka.
W 1975 wykonał pierwszy ekslibris dla syna Aleksandra, potem następne, do 2002 wykonał ich 50 i wszystkie one zostały wystawione na wystawie w Widzewskiej Galerii Ekslibrisu w Łodzi w 2002. Wystawa była zorganizowana z okazji 25-lecia pracy twórczej, choć minęło ono 2 lata wcześniej.
Jego autorstwa ekslibrisy są wyjątkowe, mają czytelny zamysł plastyczny, właściwie charakteryzują ich posiadaczy, rysunek jest czytelny i wymowny. Duża ich grupa jest wykonana dla wybitnych łódzkich lekarzy i przyrodników. Pokazywane były na wystawach ekslibrisów medycznych. Ekslibrisy wystawiane były wielokrotnie na zbiorowych wystawach ekslibrisów w Łodzi i w kraju, kilkakrotnie były reprodukowane w katalogach i almanachach.
Henryk Górski brał udział w otwarciach niemal wszystkich wystaw ekslibrisów w Widzewskiej Galerii Ekslibrisu, był członkiem Rady Galerii.
Na emeryturze, mimo kłopotów ze zdrowiem, nadal tworzył ekslibrisy.
Wszystkie jego ekslibrisy to cynkotypie (czyli z rysunku autora metodą fotochemiczną są trawione klisze cynkowe, z których drukuje się farbą drukarską na papierze ekslibrisy).
Zmarł w Łodzi 14 lipca 2016 r. Pochowany z honorami wojskowymi, z udziałem kompanii honorowej z salwami honorowymi, 20 lipca 2016 r. na cmentarzu na Mani w Łodzi.